# El Perelló (Sueca)
El Perelló és una entitat local menor (ELM) que pertany al municipi de Sueca, al País Valencià. En 2024 comptava amb una població censada de 2.168 habitants (INE), si bé està registrat que durant els mesos d'estiu (juliol i agost) la població pot multiplicar-se per 10.
Fins a 1999 el Perelló era considerat com a pedania del municipi de Sueca. En aquest any es va constituir en Entitat d'Àmbit Territorial Inferior al Municipi (EATIM) i actualment és una Entitat Local Menor (ELM).

## Geografia física
El Perelló se situa a 3 msnm, envoltat pel Parc Natural de l'Albufera. La localitat s'alça al costat de la costa i en el marge dret del canal o gola del Perelló. Aquesta última posseeix a l'altura del Perelló unes comportes que s'utilitzen per a regular el nivell de les aigües en l'Albufera, d'acord amb les necessitats agrícoles, i impedir que en dies de mar gruixuda puguen penetrar en la mateixa les aigües salades de la mar. Pel nord limita amb El Perellonet, pedania pertanyent al terme municipal de València que s'alça en el marge esquerre del canal del Perelló. Aquest canal marca el límit entre les comarques de la Ribera Baixa, a la qual pertany el Perelló, i L'Horta Sud.

## Història
La població pren el seu nom del canal del Perelló, en el marge dret del qual s'alça. A través d'aquest canal se soltaven les aigües als arrossars, acció que als pobles de l'Albufera es deia i continua cridant "perellonà". El primer nucli de població es va conformar gràcies als pescadors de l'Albufera, que van alçar barraques i altres habitatges entre la mar i el canal. Segons l'arxiu municipal, en 1845 ja hi ha una població «digna de menció». En 1898 es va obrir la primera església que va ser edificada amb donacions dels veïns i el sòl donat pel baró de Ruaya, Pascual de Frigola.

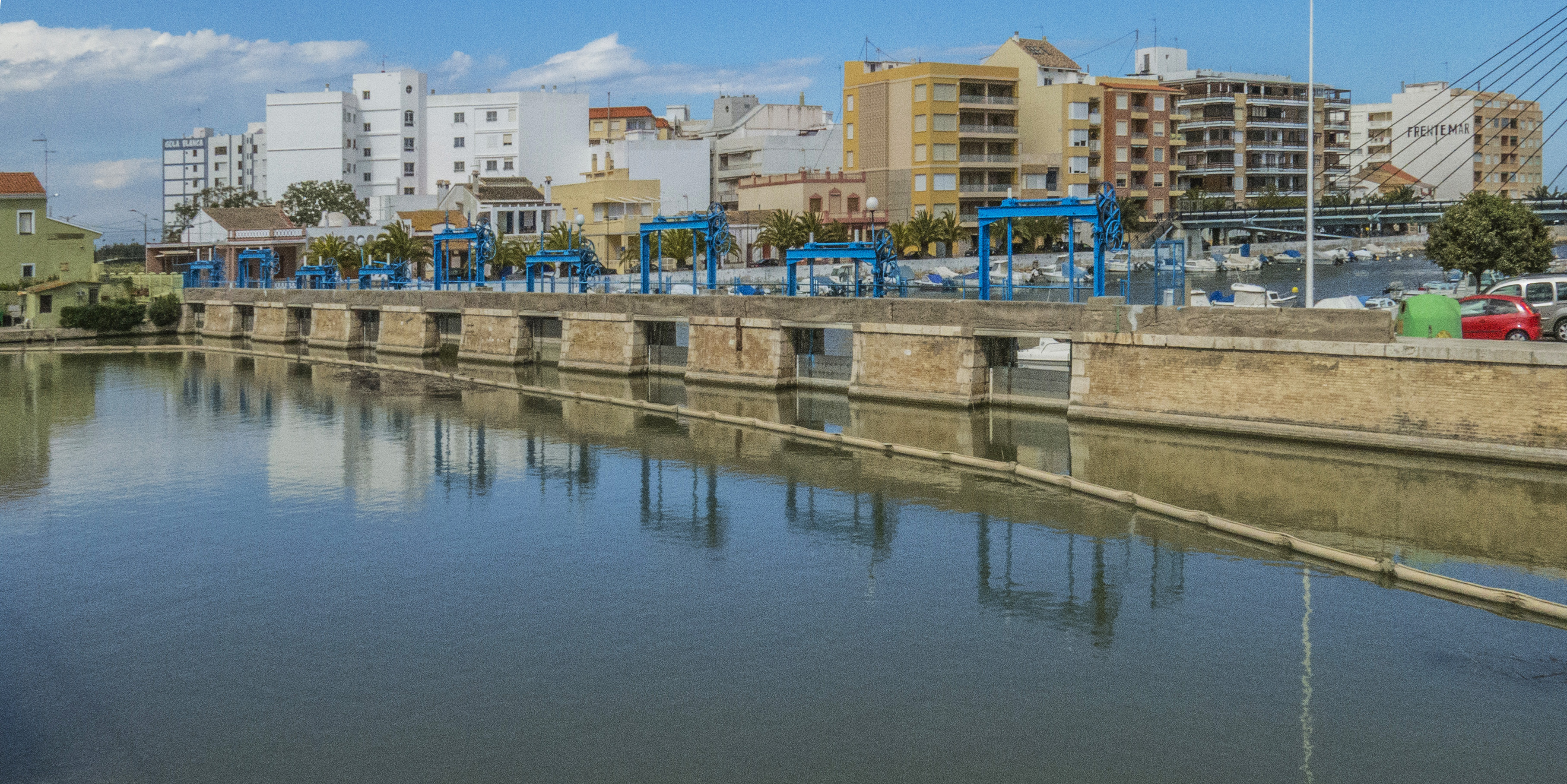
Comportes de la gola del Perelló. Darrere de la imatge es veu El Perellonet

El mestre Serrano (1873-1941), compositor de sarsueles, residia al Perelló encara que el seu treball l'obligava a passar llargues estades a Madrid. Allí va compondre la major part de la seua obra i vivia com un llaurador més. En 2009, l'ajuntament del Perelló el va nomenar «Fill Predilecte del Perelló».
Durant la Guerra Civil, el facultatiu Ángel Llorca va crear al Perelló les Comunitats Familiars d'Educació, una colònia de xiquets de Madrid refugiats de la República, en la qual va continuar la renovació pedagògica iniciada a Madrid anys arrere segons l'ideari de la Institución Libre de Enseñanza.

Més tard, sobretot a partir de la dècada de 1960, el Perelló es va convertir en lloc d'estiueig, principalment per a la població de València i la Ribera Baixa. En època recent s'han construït nombrosos blocs d'apartaments i serveis turístics.

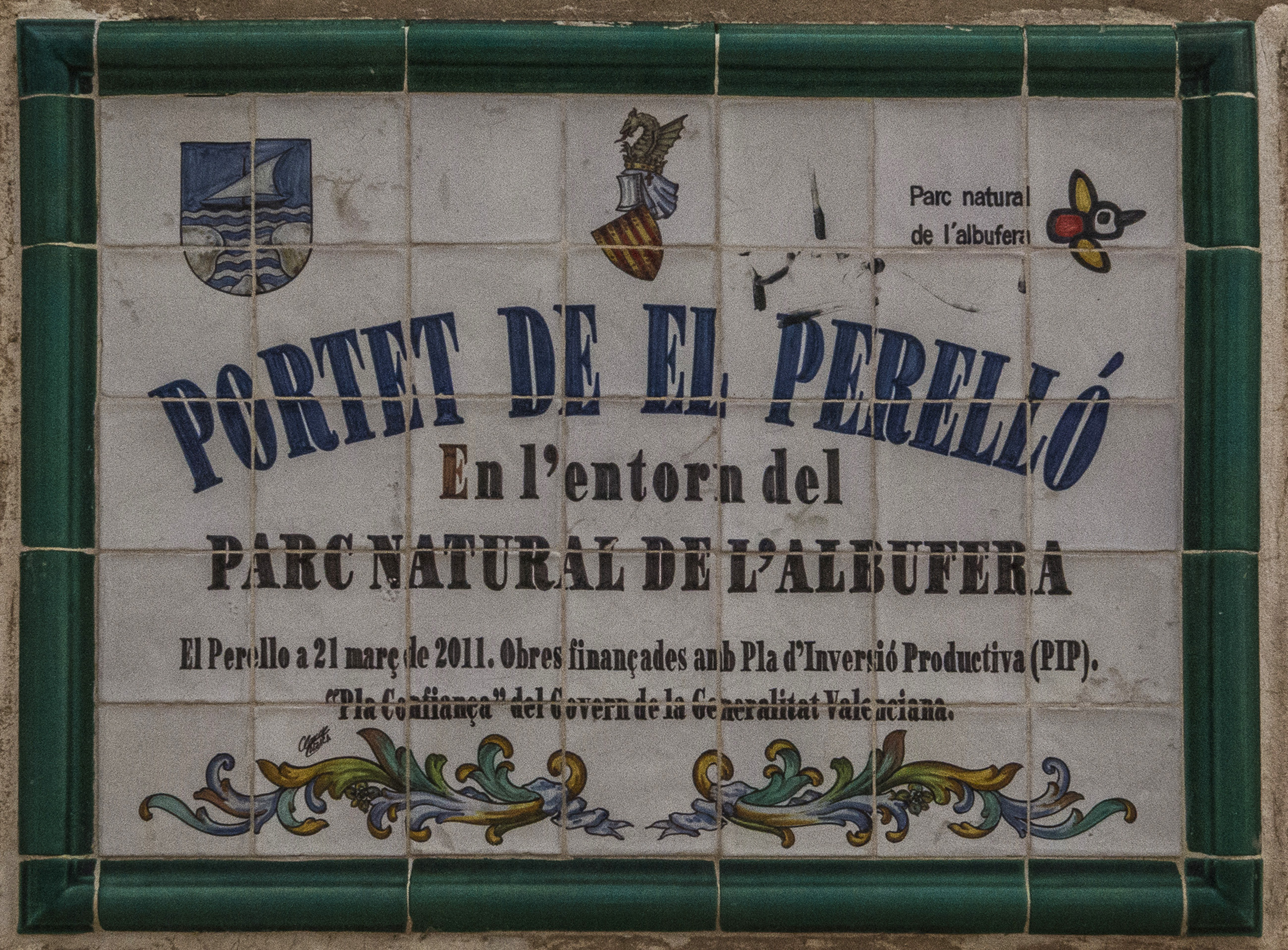
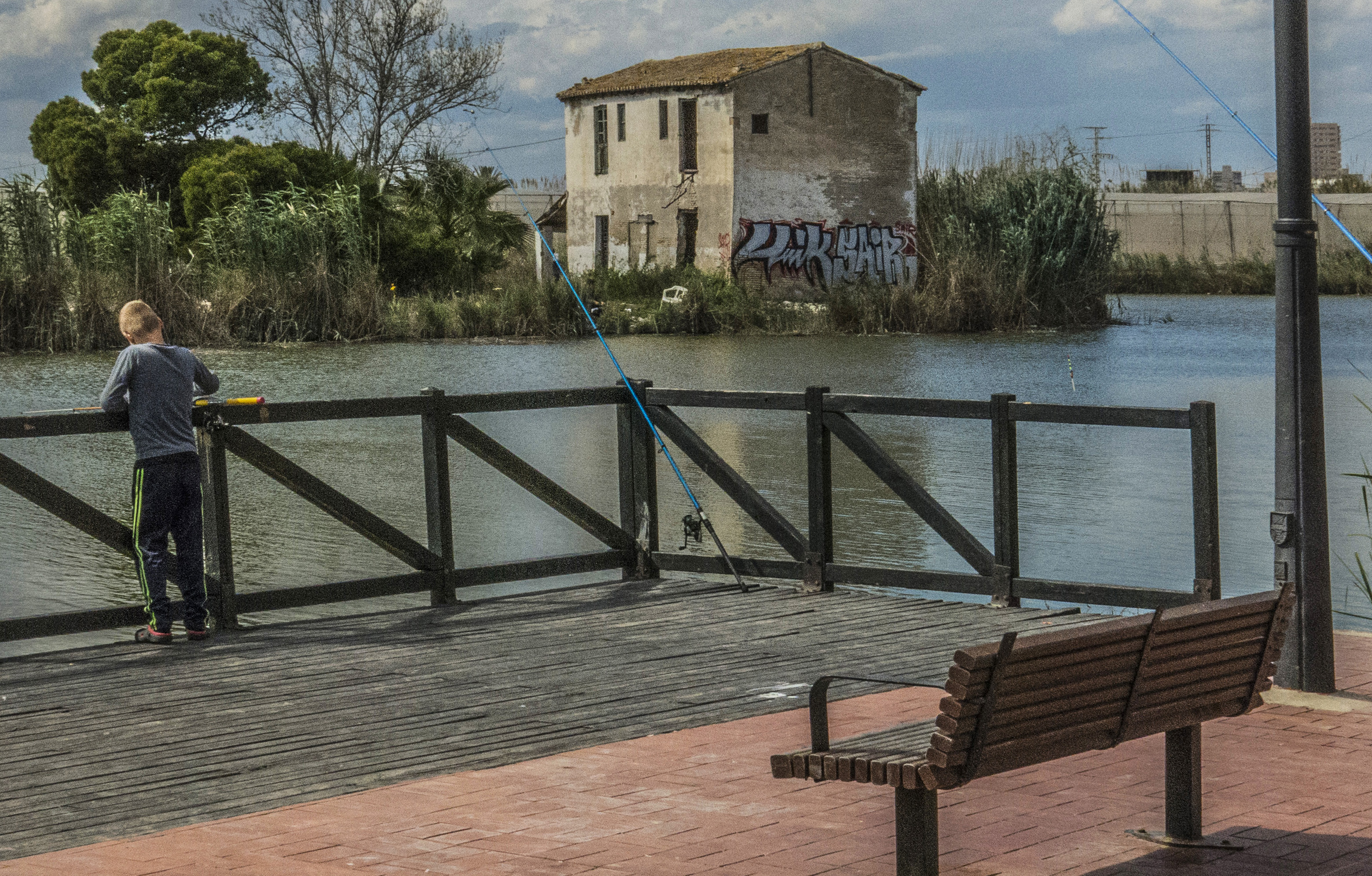
Portet del Perelló
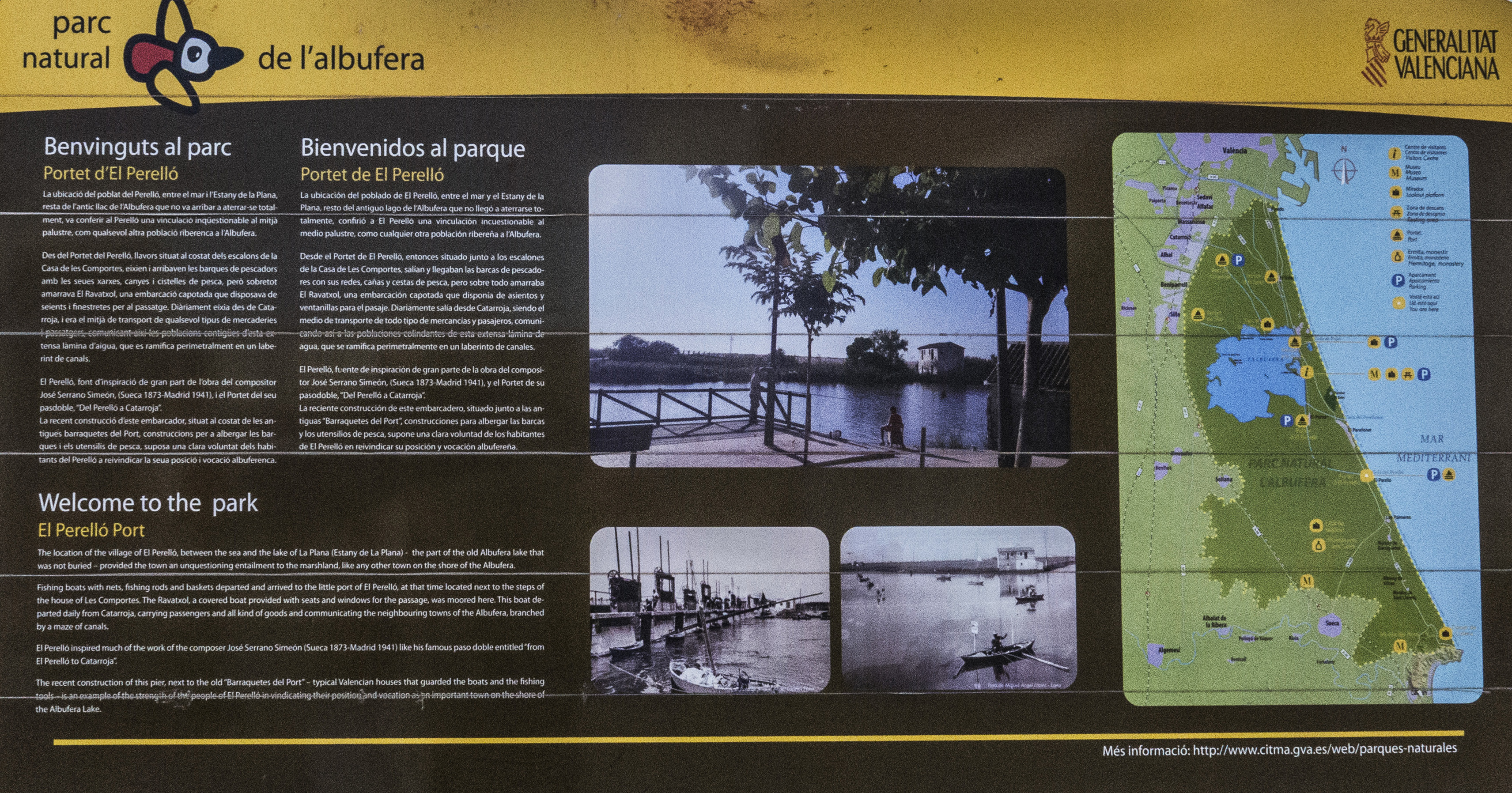

## Història recent (1990-present)
En 1995 un grup de veïns cansats del centralisme suecà i davant la falta de serveis i la mala qualitat dels què es prestaven on no veien revertir els seus impostos municipals, decideixen presentar-se a les eleccions municipals mitjançant la formació d'una Agrupació Electoral Independent: Independents del Perelló i Mareny, IPM, i que posteriorment es constituiria com a partit (PIPM). L'objectiu d'aquesta agrupació i partit polític no va ser una altra que aconseguir la constitució del Perelló com una Entitat Local Menor a fi de dotar a aquesta pedania d'una autonomia pròpia. Els resultats van ser aclaparadors en les dues pedanies, tant al Perelló com a Mareny de Barraquetes, i van aconseguir un regidor. El cap de llista i promotor de la iniciativa va ser José Miguel Fos Alberola. Prompte es va veure florir el treball d'aquesta formació, perquè el 23 de març de 1999, el Consell del Govern de la Generalitat Valenciana decretava la constitució del Perelló com una Entitat Local Menor i el 5 de desembre de 1999 es constituïa la comissió gestora la qual governaria fins a noves eleccions, les quals es produirien al maig de 2003, quan per primera vegada s'elegiria a un alcalde del Perelló oficial i democràticament.
La comissió gestora del Perelló havia d'estar formada per 5 membres, dels quals corresponien segons els resultats electorals, 4 membres al PIPM i 1 al PSPV-PSOE, però aquesta es va haver de constituir tan sols amb els 4 membres del PIPM, ja que el PSPV-PSOE, per circumstàncies no explicades, va renunciar al seu representant.

### Inici i procés d'ELM
A la fi de la dècada dels 90, les pedanies del Perelló i Mareny de Barraquetes conjuntament van decidir concórrer a eleccions per a fer sentir la seua veu a l'ajuntament de Sueca. Originalment, davant la proposta perellonera els veïns del Mareny van decidir unir-se a la iniciativa, pactant una llista electoral conjunta. El Consell de la Generalitat Valenciana no va tardar a decretar la constitució del Perelló com ELM. En les eleccions de 1999, el PIPM va aconseguir 1.184 vots i va aconseguir un regidor, Pedro Javier Granell Blasco.
7 han sigut les eleccions municipals que s'han celebrat al Perelló. Les primeres eleccions es van celebrar amb el sistema d'elecció directa a l'alcalde, i sobre la base de la derogada Llei de Bases de Règim Local, és a dir, els partits només presentaven 1 candidat. Aquell candidat que més vots obtenia era proclamat alcalde, la resta de la Junta Veïnal eren nomenats pels partits, segons el resultat obtingut en les urnes per al municipi en les meses electorals del Perelló. La Junta Veïnal la componien 4 membres més l'Alcalde.
A l'entrada de la nova Llei de Règim Local, al juny de 2010, canvia el sistema electoral; així doncs, ara la Junta Veïnal estarà formada per 7 membres, mitjançant llistes obertes. Els partits polítics presentaran llistes fins a un màxim de 7 membres, on tots són alcaldables. Cada elector podrà elegir fins a un màxim de 7 candidats, bé de la mateixa candidatura o d'entre les diferents candidatures. Aquell candidat que més vots obtinga serà el proclamat alcalde. El primer vocal o regidor és el segon en nombres de vots i així successivament fins a completar els 7 membres.

## Política i alcaldes
| Legislatura | Nom                            | Partit        |
| ----------- | ------------------------------ | ------------- |
| 2003-2007   | Pedro Javier Granell Blasco    | PIPM          |
| 2007-2011   | Jose Miguel Fos Alberola       | PPCV          |
| 2011-2015   | Jose Miguel Fos Alberola       | PPCV          |
| 2015-2016   | Jose Miguel Fos Alberola       | PPCV          |
| 2016-2019   | Andrés Fernández Ferrer        | PSPV-PSOE     |
| 2019-2023   | Juan Bautista Botella Iglesias | PPCV          |
| 2023-       | José Codoñer Barberá           | L'Alternativa |

### Eleccions municipals de 1999
Resultats (Sueca)
| Partit Popular - PP                                                 | 7 | 4234 vots |
| Partit Socialista Obrer Espanyol - PSOE                             | 7 | 4207 vots |
| Esquerra Progresista Independent - Bloc Nac. Valencià - EPI-BLOC-VE | 3 | 1824 vots |
| Esquerra Unida del País Valencià - EUPV                             | 2 | 1351 vots |
| Partit Independent Perelló i Mareny - PIPM                          | 1 | 1184 vots |
| Unió Valenciana - UV                                                | 1 | 1061 vots |

El PIPM va aconseguir en les eleccions municipals de Sueca un regidor i es va constituir la comissió gestora que governaria fins a noves eleccions, (maig de 2003).
Va ser assignat el paper de vocal en la Comissió Gestora (de l'entitat local d'àmbit territorial inferior al municipi del Perelló) a Enrique Marco Figueres, encara que posteriorment va renunciar. El rol el va assumir Vicente Pascual Moreno Martí.

### Eleccions municipals de 2003
Resultats
| PIPM           | 2 | 447 vots |
| PP             | 1 | 407 vots |
| PSOE-EMTESA-EV | 1 | 237 vots |

Va aconseguir la victòria electoral el PIPM. El primer alcalde triat del Perelló va ser Pedro Javier Granell Blasco, qui va nomenar 2 vocals del seu partit (María Pilar Moncho Matoses i Paloma Carmen Miralles Cano). El PP va comptar amb la representació de 2 vocals (Jose Miguel FosAlberola i María Dolores Simón García).

### Eleccions municipals de 2007
Resultats
| PP | 1 | 481 vots |

Va eixir elegit com alcalde Jose Miguel Fos Alberola. Per motiu del repartiment dels vots es van nomenar 3 vocals del PP (María Dolores Simón García, Nuria Coll Carratalá i Francisco Amaya Pedrós) i 1 del PSOE (Antonio Sánchez Torrent).
El PIPM no va obtindre representació.

### Eleccions municipals de 2011
Resultats
| Jose Miguel Fos Alberola       | PP | 534 vots |
| Vicente Cortés Requena         | PP | 443 vots |
| Maria Amparo Ferrer Alberola   | PP | 439 vots |
| Natividad Isabel Aguado Mora   | PP | 439 vots |
| Cristina Isabel Valero Redondo | PP | 429 vots |
| Luis Ignacio Díaz Marín        | PP | 419 vots |
| Juan Bautista Botella Iglesias | PP | 403 vots |

Jose Miguel Fos Alberola va ser el primer alcalde reelegit del Perelló, i va formar un consistori monocolor.

### Eleccions municipals de 2015
Resultats
| Jose Miguel Fos Alberola             | PP   | 462 vots |
| Andrés Fernández Ferrer              | PSOE | 327 vots |
| Juan Bautista Botella Iglesias       | PP   | 317 vots |
| Mª Desamparados Fernández Campanario | PSOE | 309 vots |
| Pablo Diaz Barbero                   | PP   | 296 vots |
| Lucia Gregori Mendez                 | PP   | 292 vots |
| Luis Ignacio Diaz Marin              | PP   | 288 vots |

Va ser reelegit alcalde Jose Miguel Fos Alberola. Es van constituir 4 vocals del PP (Juan Bautista Botella Iglesias, Pablo Díaz Barbero, Lucía Gregori Méndez i Luís Ignacio Díaz Marín) i 2 del PSOE (Andrés Fernández Ferrer i Mª Amparo Fernández Campanario).
Al febrer de 2016, el dirigent del PP, Jose Miguel Fos Alberola, va renunciar al seu càrrec. En el seu lloc Andrés Fernández Ferrer, com a segon candidat més votat en les passades eleccions, va ser nomenat alcalde.

### Eleccions municipals de 2019
Resultats
| PP                           | 3 | 132 vots |
| L'Alternatival Perelló - LAP | 2 | 122 vots |
| Ciudadanos - CIU             | 1 | 91 vots  |
| PSOE                         | 1 | 83 vots  |

Juan Bautista Botella Iglesias, cap de llista pel PP, va aconseguir l'alcaldia del Perelló. El seu equip de govern el van conformar Natividad Isabel Aguado Mora (PP), Gemma Bau Navarro (PP), Carmina Miralles Torremocha (CIU), César Emilio Savalls Miralles (PP) i Vicente Nicola Simeon (PP).

### Eleccions municipals de 2023
Resultats
| LAP | 5 | 647 vots |
| PP  | 2 | 330 vots |

Amb una participació rècord, el partit independent de L'Alternatival Perelló va aconseguir la victòria electoral. José Codoñer Barberá va ser nomenat alcalde. Els seus companys de partit van prendre possessió dels seus càrrecs com a regidors: Núria Estornell París, Óscar Torrado Aguado, Clara López Ferri i Joaquín Collado Masó. Els dos vocals del PP van ser Natividad Aguado Mora i Hugo Alberola García.

## Demografia
En 1970 la població estable era de tan sols 749 habitants; en 2003 hi havia 1531; en 2013 comptava amb una població censada de 2563 habitants i en 2024 hi havia 2168 habitants empadronats. Això sí, en els mesos d'estiu la població pot multiplicar per 10 el seu nombre de residents.

## Economia
L'economia del Perelló està centrada principalment en el sector turístic i hostaler, donada la seua condició de poble costaner i la seua ubicació en ple parc natural de l'Albufera.
Amb tot, continua conservant una certa importància l'agricultura, l'altre gran motor econòmic, sobretot de l'arròs i cultius en hivernacle. És molt conegut, a escala local, entorn i la ciutat de València, la tomaca del Perelló, varietat autòctona de la zona, que es distingeix pel seu excel·lent sabor i la peculiar forma que presenta, així com pel sòl arenós en el qual es conrea. Igualment cal destacar la carabassa per a rostir, de consum local, els pimentons i els cogombres, verdures orientals que es cultiven en el camp perellonenc.

## Serveis
El Perelló compta amb diversos serveis municipals:
- Un Club Nàutic i un port esportiu, que van servir de suport a la XXXII competició de la Copa Amèrica de Vela.[41][42][43]
- Un poliesportiu municipal, que compta amb un camp de futbol de gespa artificial en el qual juguen els equips locals, dues pistes de pàdel i una pista polivalent.[44]
- Un consultori sanitari, dues farmàcies, un centre de convivència de la tercera edat.[45][46]
- Un col·legi públic, per als cursos d'infantil i primària.[47][48]
- Una biblioteca amb 32.720 volums, més de mil socis i accés gratuït a internet. Està integrada en la xarxa de biblioteques de la Generalitat Valenciana i ofereix periòdicament activitats de foment de la lectura a càrrec de la bibliotecària Ysabel Meseguer.[49][50]
- Un centre cultural que disposa d'una sala d'actes, una sala de cinema i una sala multiusos amb capacitat per a 300 persones (C. C. José Antonio Gómez Marco).[51]
- Una parada del Ecomòbil, un camió que arreplega residus perillosos en diferents municipis de les comarques de la Ribera i la Valldigna.[52][53]
- Un càmping i un hostal.[54][55]

## Patrimoni i monuments
- Església antiga de Sant Pasqual Bailón: se situa en el barri antic de la població i està declarada Bé de Rellevància Local (BRL).[3] L'ermita es va consagrar el 10 d'agost de 1898.[56]
- Església nova de Sant Pasqual Bailón: es va construir en la dècada de 1960 i, per la seua forma inspirada en una barraca, constitueix un gran exponent de l'arquitectura religiosa de la segona meitat del segle XX.[57][58]

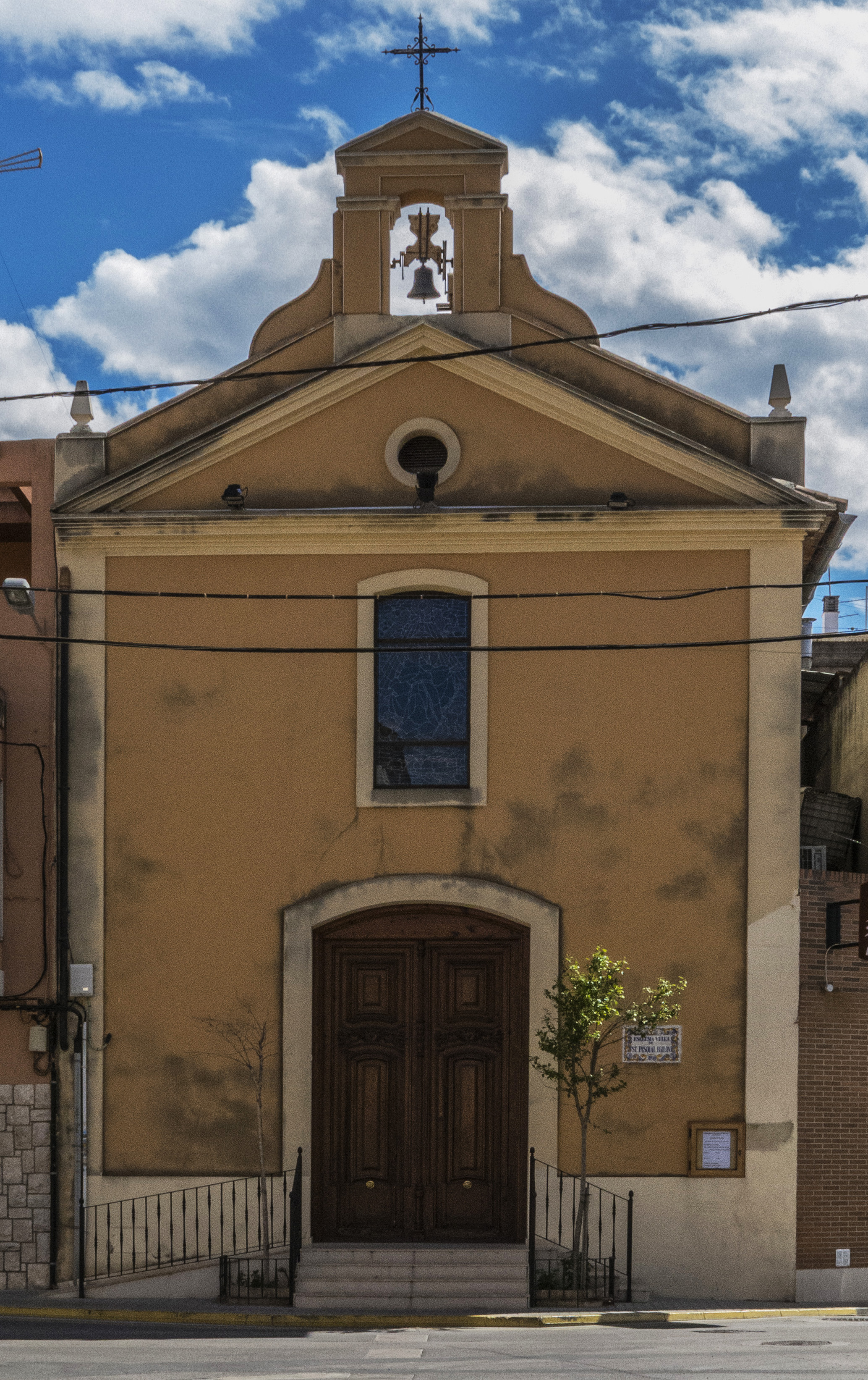
Església vella.
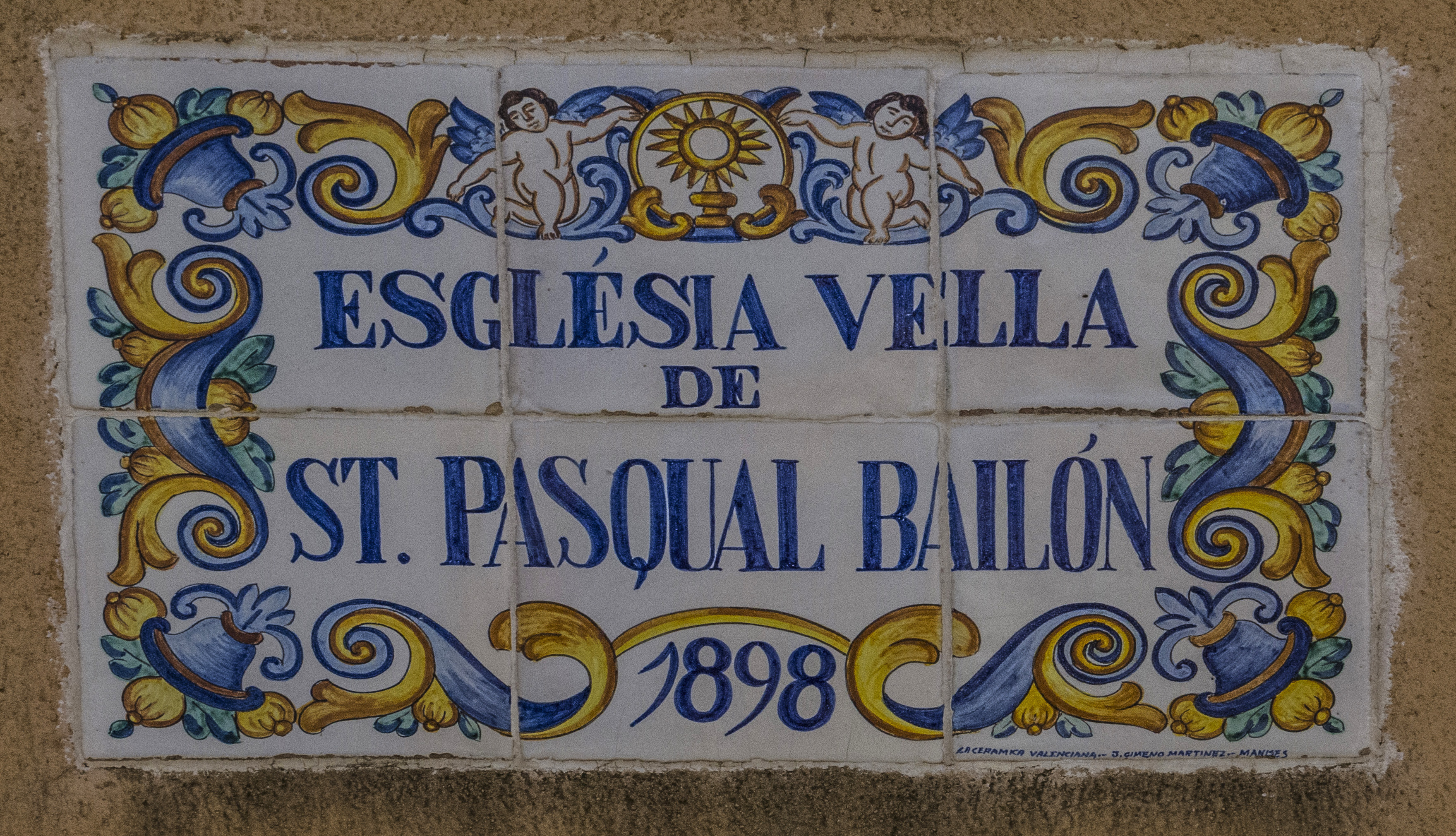
Detall de l'església vella.
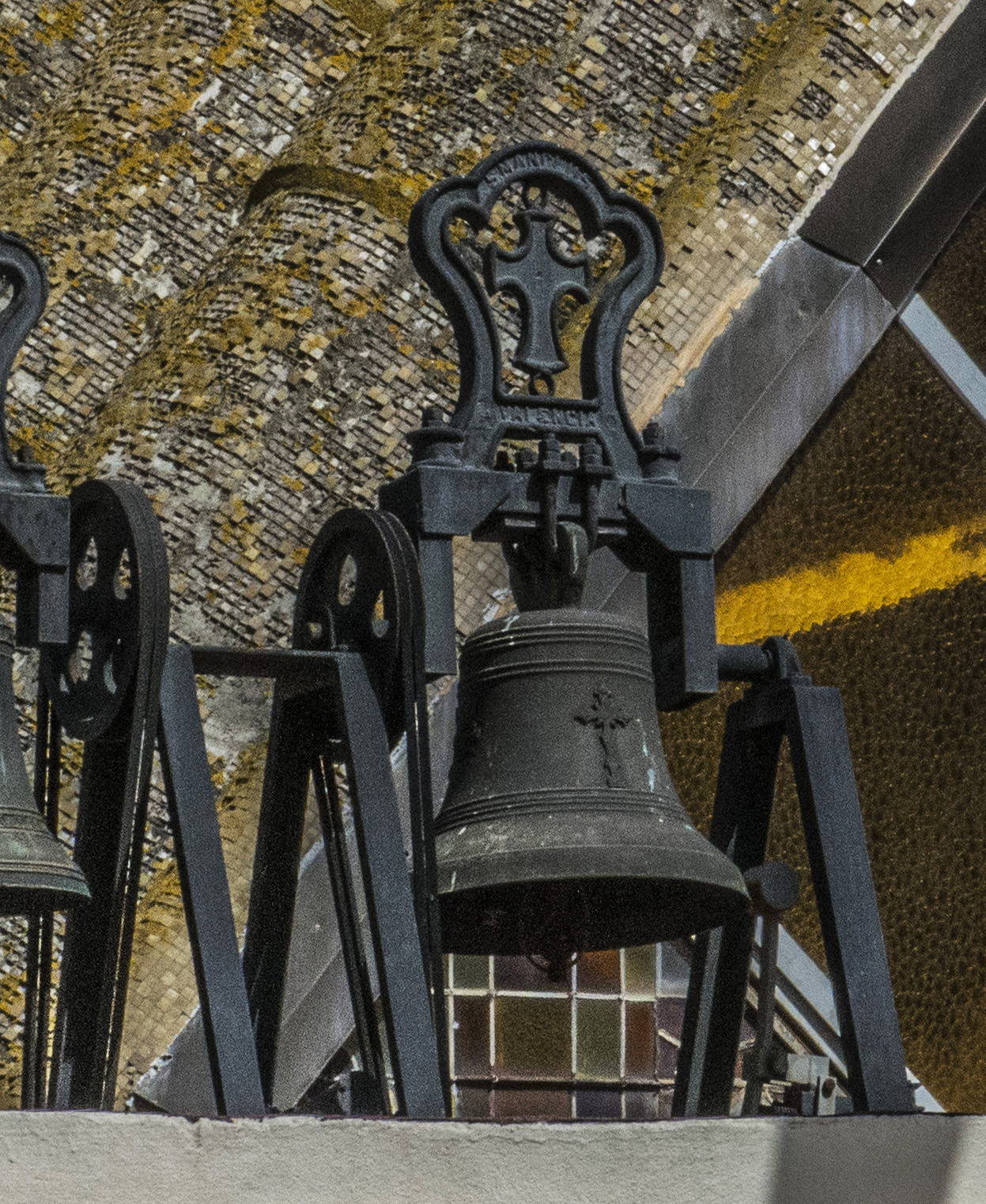
Detall de l'església nova.
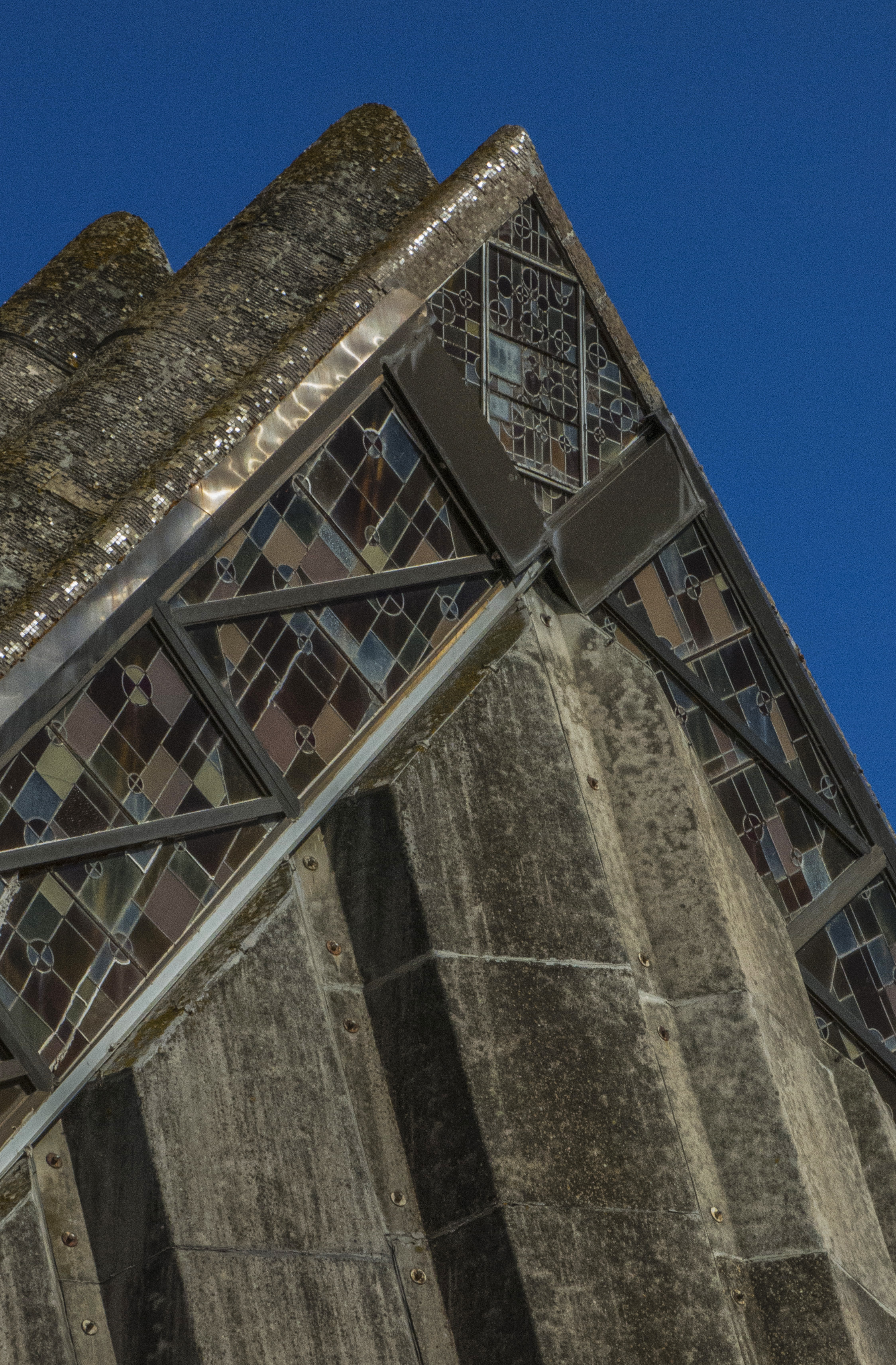
Detall de l'església nova.

- Cases Modernistes: es van construir entre 1910 i 1924, formen part del Modernisme de Sueca. Són la Casa Lliberós, la Casa Sancho i la Casa Blanca.[57][59]

- La Muntanyeta dels Sants: es troba en ple parc natural de l'Albufera, entre Sueca i El Perelló. En el seu cim hi ha una ermita dedicada als Sants de la Pedra.[60][61]

## Cultura

### Escenari de cinema i televisió
El Perelló, malgrat ser un xicotet nucli costaner de València, s'ha consolidat com a escenari recurrent per a cinema i televisió gràcies als seus paisatges naturals, el seu vincle amb la ruta del bakalao i la seua accessibilitat. En la localitat s'han rodat escenes de Ídolos, la pròxima pel·lícula d'Ana Mena i Óscar Casas; les sèries La ruta (Atresplayer), Paraíso (Movistar+), L’Alqueria Blanca (À punt), Cuéntame cómo pasó (RTVE) i Respira (Netflix); així com El desentierro i El embarcadero. La seua versatilitat, baixos costos de rodatge i atractiu visual han convertit al Perelló en un lloc cada vegada més buscat per productors de la indústria audiovisual espanyol. Al seu torn, La Muntanyeta delsSants ha sigut escenari de la quarta edició del programa MasterChef Junior.

### Festes
- Falles: se celebren del 15 al 19 de març. Hi ha dues comissions falleres: Poble Vell i Tro i Flama, integrades en la Junta Local Fallera de Sueca.[64][65][66]
- Fira Gastronòmica: se celebra en juny. És un esdeveniment anual que posa en valor la tomaca local a través d'expositors, activitats culinàries i propostes turístiques i gastronòmiques.[67][68]
- Sant Pasqual Bailón: 16, 17 i 18 de maig, festivitats pel patró del poble.[64][65]
- Festes Patronals i Majors: en honor a la Puríssima i a la Constitució del Perelló com ELM, se celebren de l'1 al 10 de desembre.[64]
- Entrada de Moros i Cristians: se celebra en maig.[69]
- Sant Joan: se celebra el 23 de juny.
- Verge del Carme: se celebra el 16 de juliol.[65]